# Melcombe Regis
Melcombe Regis är en stadsdel i Weymouth, i kommunen Dorset, i grevskapet Dorset, i England. Stadsdelen hade 4 299 invånare år 2021. Melcombe Regis var en civil parish fram till 1920 när blev den en del av Weymouth. Civil parish hade 10 952 invånare år 1911.